# Observatori de Tolosa de Llenguadoc
L'Observatori de Tolosa de Llenguadoc és un observatori astronòmic que es troba a la ciutat francesa de Tolosa de Llenguadoc. Actualment forma part, juntament amb l'observatori de Pic du Midi, de l'observatori de Midi-Pyrénées.

## Història
Va ser fundat en 1733 per l'Acadèmia de les Ciències, Inscripcions i Literatura de Tolosa de Llenguadoc que va encomanar la construcció d'un observatori en una de les torres de la muralla confiant-ne la direcció a Garipuy. A la fi del s. XVIII, Toulose compta amb no menys d'una dotzena d'astrònoms i tres observatoris.
Frédéric Petit va ser el primer director de l'observatori de Jolimont en 1838. En prendre possessió del seu càrrec descobreix que l'observatori no està en condicions de rebre els nous instruments donats per la "Oficina de Longituds" de París i va proposar construir-ne un de nou, al pujol de Jolimont als afores de la ciutat.
L'any 1841 es col·loca la primera pedra de l'observatori de Jolimont però no seria fins a gairebé deu anys després quan començaria a funcionar.
A la dècada de 1870 el govern francès va donar un important impuls als observatoris astronòmics de França, una mesura més per tractar de recuperar l'orgull després de la derrota de 1870 i l'ocupació de l'exèrcit prussià. El 15 de juliol de 1872 es fixa la composició i salaris del personal d'Observatori.
L'any 1873 veurà l'arribada de Félix Tisserand com a director. Durant el seu mandat, en 1875 s'instal·larà un telescopi refractor de 83 cm encara que la seva muntura no serà prou estable com per poder realitzar fotografia, podent realitzar només observacions visuals. En aquesta època entre les línies de recerca de l'observatori estan l'estudi de les òrbites dels satèl·lits, les taques solars o els planetes menors. El 19 de maig de 1874, Joseph Perrotin descobreix un nou planeta menor al que anomenarien Tolosa.
L'any 1878 Tisserand va deixar l'observatori per dirigir l'observatori de París i el va succeir Benjamin Baillaud l'any 1879. Baillaud serà director de l'observatori durant 30 anys per després convertir-se també en director de l'Observatori de París. Durant aquest període Baillaud va dur a terme dos projectes de gran influència sobre l'observatori: la Carte du Ciel i la construcció d'un telescopi en el cim del Pic du Midi. També va adquirir 3 nous instruments: un telescopi de Brunner en 1880 amb una obertura de 25 cm, per a l'estudi d'estels dobles; un equatorial doble, tipus Carte du Ciel, l'any 1880, amb un objectiu fotogràfic de 33 cm i un de visual de 19 cm; i, finalment, un telescopi meridià l'any 1891. Aquests dos últims serviran per obtenir la Carte du Ciel. També aconseguirà que se substitueixi l'estructura de fusta del telescopi de 83 cm per una de metall l'any 1889.
Baillaud centraria la vocació del centre cap a l'astrometria i a participar en el projecte de la Carte du Ciel. Aquest és un gran projecte internacional que el seu objectiu seria obtenir 22000 fotografies de tot el cel. El projecte es va perllongar durant més de mig segle i els resultats obtinguts a l'Observatori de Tolosa de Llenguadoc van ser publicats en tres volums. No obstant això, els resultats globals del projecte van ser escassos en comparació dels recursos utilitzats i no va ser fins als anys de 1930 quan els astrònoms francesos van començar a interessar-se en l'astronomia extragalàctica.
L'altre gran projecte de Baillaud va ser la construcció del telescopi en el cim del Pic du Midi. L'Observatori del Pic du Midi estava dirigit per Emile Marchand. Aquest es proposa construir una nova cúpula que comença a construir-se cap a 1904. Entre 1906 i 1907 amb ajuda de l'exèrcit, es porten les peces del telescopi, construït a París, al cim del Pic du Midi. El telescopi entrarà en funcionament en 1909. El telescopi consta de dos tubs de 6 m de llarg, un per a un telescopi reflector de 50 cm de diàmetre i l'altre per a un telescopi refractor de 23 cm d'obertura.
L'Observatori de Pic du Midi va conservar la seva autonomia respecte al de Tolosa de Llenguadoc fins a la mort de Marchand a causa dels recels d'aquest a convertir-se en un subordinat de l'Observatori de Tolosa de Llenguadoc. Després de la seva defunció es produirà la fusió dels dos observatoris l'any 1915.
Actualment, l'Observatori de Tolosa de Llenguadoc i l'Observatori de Pic du Midi formen l'anomenat Observatori de Midi-Pyrénées.

### Directors
Llista de directors de l'Observatori de Tolosa de Llenguadoc:
- Frédéric Petit (1810–1865): 1838–1865
- Théodore Despeyrous (1815–1883) : 1865–1866
- Pierre Daguin (1814–1884) : 1866–1870
- Félix Tisserand (1845–1896): 1873–1878
- Benjamin Baillaud (1848–1934) : 1879–1908
- Eugène Cosserat (1866–1931) : 1908–1931
- Emile Paloque (1891–1982): 1931–1960
- Roger Bouigues (1920 -) : 1961–1971
- Jean Rösch (1915–1999) : 1971–1981

## Recerca
L'any 1987, Genevieve Soucail, de l'Observatori de Tolosa de Llenguadoc, i els seus col·laboradors van presentar dades d'una estructura blava en forma d'anell en el cúmul de galàxies Abell 370 i van proposar com a interpretació l'efecte de lent gravitacional.
En els anys 90, l'Observatori de Tolosa de Llenguadoc va treballar en la càmera MEGACAM al costat d'altres institucions.

## Font
- Emmanuel Davoust. «Histoire de l'observatoire de Tolosa de Llenguadoc» (en francès).